# Каролін (Зволенський повіт)
Каролін (пол. Karolin) — село в Польщі, у гміні Зволень Зволенського повіту Мазовецького воєводства.
Населення — 150 осіб (2011).
У 1975-1998 роках село належало до Радомського воєводства.

## Демографія
Демографічна структура станом на 31 березня 2011 року:
|          | Загалом | Допрацездатний вік | Працездатний вік | Постпрацездатний вік |
| -------- | ------- | ------------------ | ---------------- | -------------------- |
| Чоловіки | 67      | 12                 | 46               | 9                    |
| Жінки    | 83      | 24                 | 39               | 20                   |
| Разом    | 150     | 36                 | 85               | 29                   |